# Аріарамн
Аріарамн I (дав.-гр. Ἀριάμνης; *д/н — 230 до н. е.) — цар Каппадокії в 280 до н. е. — 230 до н. е. роках.

## Життєпис
Походив з династії Аріаратідів. Син царя Аріарата II. Про дату народження нічого невідомо. Після смерті батька близько 280 року до н. е. стає царем Каппадокії, проте вимушений був визнати зверхність сирійського царя Антіоха I.
Аріарамн I поставив собі за мету досягти незалежності. Тому таємно уклав союзи з царями Пергаму, Віфінії та Понту, спрямований проти Селевкідів. Послабленню останніх сприяло вторгнення до Малої Азії галів та війни Антіоха I з Птолемеями, царями Єгипту. В результаті наприкінці 270-х років до н. е. Аріарамн зумів укласти з Антіохом I шлюбний договір між своїм сином Аріаратом і Стратонікою, донькою Антіоха I. За Аріарамном було офіційно визнано царський титул.
До 262 року до н. е. Аріарамн досяг повної незалежності та влади над усією Каппадокією. У 262 році до н. е. зробив сина співволодарем. Цей титул було визнано царем Антіохом II Селевкідом між 260 і 255 роками до н. е. Після цього фактично панував Аріарат III. Помер Аріарамн у 230 році до н. е.